# Deportivo Recoleta
Il Deportivo Recoleta è una società calcistica paraguayana del barrio di Recoleta, ad Asunción, fondato nel 12 febbraio 1931. Il club attualmente gioca la "Segunda de Ascenso", equivalente alla quarta divisione.
La squadra ha anche una divisione calcio a 5 (FIFA) che detiene il record di titoli nazionali con sei vittorie: si è laureata campione assoluto di Paraguay nel 1996 e 1997 vincendo sia apertura che clausura, è giunta al terzo titolo nel 2000 vincendo anche la Copa De Campeones, poi nelle stagioni 2003, 2004 e 2005 ha infilato un trittico consecutivo, unica squadra dall'avvento del sistema apertura-clausura. Precedentemente nel 2001 aveva ottenuto le semifinali del Torneo Sudamericano de Clubes de Futsal 2001, suo migliore risultato internazionale.

## Titoli
- Seconda Divisione paraguaiana: 2001, 2024
- Terza Divisione paraguaiana: 1971
- Division de Honor de Paraguay (calcio a 5): 1996, 1997, 2000, 2003, 2004, 2005
- Copa De Campeones (calcio a 5): 2000